# Young Blood (canción de Bea Miller)
«Young Blood» es una canción de la artista estadounidense Bea Miller, es el primer sencillo de su EP debut Young Blood y su álbum debut Not an Apology. Fue lanzado el 22 de abril de 2014 a través de Hollywood Records.

## Antecedentes
Después de obtener el noveno lugar en la segunda temporada de The X Factor USA, Bea Miller firmó un contrato discográfico con Hollywood Records y luego en enero de 2013 con Syco Music de Simon Cowell y, posteriormente, comenzó a trabajar en nuevas canciones.
Bea describió su canción como "la oscuridad y la luz dentro de ella, creo que es realmente genial y representativa de los niños. Somos el futuro, y podemos hacer lo que queramos porque algún día el mundo será nuestro. Literalmente, será porque seremos los adultos que estén a cargo algún día". Ella se acercó con esa filosofía de "hace mucho tiempo que era un tipo de persona que veía el vaso medio vacío". Pasé por un momento difícil. Empecé a compararme con mis amigos, lo que estaban haciendo en comparación con lo que yo estaba haciendo. me di cuenta de que la vida no es saludable pensar tan negativo, que hay un lado positivo.
La vida no va de lo malo a lo bueno, pero es un equilibrio de los dos que sube y baja. Hay cosas malas y hay cosas buenas. Pensé que sería bueno traer eso en la música porque me di cuenta de que no soy el único que se siente así, que muchos de los adolescentes sobre todo se siente de esa manera. Al igual que del peso del mundo que cae sobre sus hombros, y yo quería ser capaz de expresar que los adolescentes podrían relacionarse con ella (canción) y darse cuenta de que no están solos".
En 2015, la canción ganó la categoría  a"Mejor canción para bailar con los mejores amigos" en los premios Radio Disney Music Awards

## Promoción
Miller interpretó la canción por primera vez en televisión el 17 de diciembre de 2014, en el Today Show, donde fue presentada "Artista del Mes" por Elvis Duran. Cantó Young Blood en varios conciertos y estaciones de radio en los Estados Unidos, como en el programa radial de Ryan Seacrest y The Kidd Kraddick Morning Show. Miller interpretó la canción en el Demi World Tour, gira de Demi Lovato en el que se desempeñó como el acto de apertura en ciertas fechas. La canción fue utilizada en un episodio de American Idol.

## Video musical
El video musical de Young Blood fue subido a la cuenta de VEVO oficial de Miller el 21 de julio de 2014. Fue dirigido por Mark Pellington. Ella lo describió como "muy oscuro, pero, como he dicho, con la canción real, es una especie de equilibrio de la luz y la oscuridad. Es raro. Hay un montón de recortes de salto y movimientos rápidos, pero también hay momentos lentos. Tiene niños riendo y luego los niños gritando y llorando ... es una especie de balance de todas estas emociones ".
En declaraciones a MTV News sobre el vídeo, ella dijo: "Yo quería que el vídeo de Young Blood sea muy oscuro. Quería todo lo que gira en torno a la noche, no quería ninguna luz del día. En un principio, el director quería que el final del vídeo sea una salida del sol, pero yo estaba como "no, eso es cursi", "eso sólo significa giros oscuros a la luz y lo oscuro no necesariamente siempre vuelve a la luz, puede ser oscuro durante mucho tiempo, y luego será luz, entonces va a ser oscuro de nuevo". No sólo voy a tener ese mensaje de todo el mundo "sé que estás deprimido, pero usted debe levantarse y vivir, no te preocupes." Debido a que no es verdad, puede estar arriba o abajo."

## Formatos
- Descarga digital

| N.º | Título        | Escritor(es)                                      | Duración |  |
| 1.  | «Young Blood» | Miller, Matt Parad, Michael Francis y Phoebe Ryan | 3:39     |  |

## Posicionamiento en listas

### Semanales
| País           | Lista                          | Mejor posición |
| -------------- | ------------------------------ | -------------- |
| Estados Unidos | Pop Songs                      | 40             |
| Estados Unidos | Dance Club Songs               | 4              |
| Estados Unidos | Bubbling Under Hot 100 Singles | 5              |

## Premios y nominaciones
A continuación, una lista de algunos de las nominaciones y premios que obtuvo la canción en distintas ceremonias de premiación.
| Año  | Ceremonia de premiación   | Categoría                                        | Resultado | Ref.  |
| ---- | ------------------------- | ------------------------------------------------ | --------- | ----- |
| 2015 | Radio Disney Music Awards | Mejor canción para bailar con los mejores amigos | Ganador   | [ 3 ] |

## Historial de lanzamientos
| País           | Fecha de lanzamiento | Formato          |
| -------------- | -------------------- | ---------------- |
| Estados Unidos | 22 de abril de 2014  | descarga digital |